# Этю (коммуна)
Этю́ (фр. Étuz) — коммуна во Франции, находится в регионе Франш-Конте. Департамент — Верхняя Сона. Входит в состав кантона Марне. Округ коммуны — Везуль.
Код INSEE коммуны — 70224.

## География
Коммуна расположена приблизительно в 320 км к юго-востоку от Парижа, в 14 км северо-западнее Безансона, в 35 км к юго-западу от Везуля.
Вдоль южной границы коммуны протекает река Оньон.

## Население
Население коммуны на 2010 год составляло 670 человек.
| 1962 | 1968 | 1975 | 1982 | 1990 | 1999 | 2010 |
| ---- | ---- | ---- | ---- | ---- | ---- | ---- |
| 199  | 223  | 201  | 382  | 467  | 563  | 670  |

## Экономика
В 2010 году среди 455 человек трудоспособного возраста (15—64 лет) 346 были экономически активными, 109 — неактивными (показатель активности — 76,0 %, в 1999 году было 74,9 %). Из 346 активных жителей работали 329 человек (171 мужчина и 158 женщин), безработных было 17 (8 мужчин и 9 женщин). Среди 109 неактивных 43 человека были учениками или студентами, 48 — пенсионерами, 18 были неактивными по другим причинам.

## Достопримечательности
- Фонтан и общественная прачечная (1845—1846 года). Исторический памятник с 1979 года[3]
- Часовня Св. Анны (XVI век)